# The Musician's Daughter
The Musician's Daughter è un cortometraggio muto del 1914. Il nome del regista non viene riportato. La sceneggiatura è firmata dalla famosa attrice teatrale Maude Fealy, che è anche la protagonista del film nel ruolo di May, la figlia del musicista. L'attrice fu per alcuni anni uno dei nomi di punta della casa di produzione Thanhouser Film Corporation.

## Produzione
Il film fu prodotto dalla Thanhouser Film Corporation.

## Distribuzione
Distribuito dalla Mutual Film, il film - un cortometraggio in due bobine - uscì nelle sale cinematografiche USA il 14 aprile 1914.